# Ardovská jeskyně
Ardovská jeskyně je významná, aktivní fluviálně krasová jeskyně se známou ponorovou a z velké části i vývěrovou větví, a také se suchými, inaktivními částmi. Nachází se jeden kilometr jihovýchodně od obce Ardovo, na jihozápadním okraji Silické planiny ve Slovenském krasu v masivu Vysokého vrchu (Vysoká, 417 m n. m.). Jeskyni ve světlých wettersteinských vápencích ze středního triasu vytvářely vody občasného vodního toku, který se noří v závěru široké slepé doliny vedoucí od Dlhé Vsi, připomínající okrajové krasové pole.

## Chráněné území
Ardovská jeskyně je národní přírodní památka ve správě příspěvkové organizace Správa slovenských jeskyní, vyhlášená na ochranu přírodních i archeologických hodnot. Nachází se v katastrálním území obce Ardovo v okrese Rožňava v Košickém kraji. Území bylo vyhlášeno v roce 1972.